# Serravalle Pistoiese
Serravalle Pistoiese est une commune de la province de Pistoia, dans la région Toscane, en Italie.

## Géographie

Localisation de la commune de Serravalle Pistoiese à l'intérieur de la province de Pistoia.

## Histoire
- La Forteresse de Castruccio ou Rocca Nuova (XIVe siècle).
- La Tour lombarde ou Torre del Barbarossa  (XIIe siècle).

## Administration
| Période                                  | Période     | Identité    | Étiquette | Qualité |
| ---------------------------------------- | ----------- | ----------- | --------- | ------- |
| 28 mai 2002                              | 29 mai 2007 | Renzo Mochi |           |         |
| 29 mai 2007                              | En cours    | Renzo Mochi | L'Union   |         |
| Les données manquantes sont à compléter. |             |             |           |         |

### Hameaux
Baco, Cantagrillo, Casalguidi, Castellina, Pontassio, Ponte alla Stella, Ponte di Serravalle, Serravalle Scalo, Le ville, Vinacciano.

### Communes limitrophes
Lamporecchio, Larciano, Marliana, Monsummano Terme, Pieve a Nievole, Pistoia, Quarrata.

## Jumelage
- Uzerche (France) ;
- Grafenwörth (Autriche) depuis 2006.